# مجزرة ملوزة
مجزرة بني يلمان أو مجزرة ملوزة، هي مجزرة وقعت في 28 ماي 1957، إبان الثورة الجزائرية في منطقة مشتة القصبة ببني يلمان الواقعة شمال غرب ولاية المسيلة والتي راح ضحيتها 375 قتيلا تمت تصفيتهم ذبحاً ورمياً بالرصاص.

## المسؤول عن الحادثة
تتهم فرنسا جبهة التحرير بالمسؤولية عن الواقعة لأن السكان كانو يوالون مصالي الحاج وقائد جيشه الجنرال محمد بلونيس ويعادون جبهة التحرير الوطني في حين تتهم جبهة التحرير الاستعمار الفرنسي بالحادثة من أجل تشويه صورة جبهة التحرير الوطني في الخارج.
مجزرة ملوزة جريمة بكل المعايير، وستبقى نقطة سوداء في تاريخ الثورة الجزائرية، و رغم اتهام المصاليين بها إلا أن القرائن تسير إلى أن المسؤول عنها هو سي الناصر، محمدي السعيد (قائد الولاية الثالثة آنذاك، بعد مغادرة كريم بلقاسم التراب الوطني مع أعضاء لجنة التنسيق والتنفيذ، بعد استشهاد العربي بن مهيدي). هكذا أكد لنا السيد لخضر بن طوبال، في حوار أجري معه في أوت 1996 ونشر في يومية “أوزيزون”، وأضاف رفيق الشهيد زيغود يوسف أن سي الناصر لم يحاكم على جريمته، لأنه كان محسوبا على كريم بلقاسم ولاعتبارات جهوية تم التغاضي عن هذه الجريمة.
اليوم، تمر 53 سنة على هذه الجريمة الشنعاء التي ذهب ضحيتها أكثر من 300 رجل، من 16 إلى 90 سنة، ببني يلمان، ليلة الثلاثاء إلى الأربعاء 29 ماي من العام .1957
ورغم البعد الدولي الذي أخذته المجزرة، فإنه لم يكشف عن خباياها حتى اليوم، كونها مجزرة فرنسية، نفذت بأيادي كتيبة من جيش التحرير الوطني تابعة للولاية الثالثة، بقيادة النقيب أعراب، والملازم سحنوني، المدعو عبد القادر البريكي. وعلى عكس ما كتب هنا وهناك، فإن عميروش آيت حمودة بريء من جريمة ملوزة، حيث كان وقتها متواجدا بتونس، ومعه سي الحواس، اللذين استشهدا سنتين بعد جريمة ملوزة ببوسعادة.

## تحقيق الأمم المتحدة
أدانت الأمم المتحدة المجزرة وقامت بإدراجها ضمن المجازر ضد الإنسانية وفتحت تحقيقا عن أسبابها ولا تزال الحادثة غامضة ولم تتهم أي طرف.

## الحادثة اليوم
كل عام يخلد أهل بني يلمان الحادثة في الجبل الذي وقعت فيه وما زالو يطالبون الدولة الجزائرية بالحقيقة كاملة ليعرفوا ما الذي حدث لأجدادهم لإعادة إنصافهم وتصنيفهم كشهداء.